# AMM (groupe)
 (janvier 2024).
Si vous disposez d'ouvrages ou d'articles de référence ou si vous connaissez des sites web de qualité traitant du thème abordé ici, merci de compléter l'article en donnant les références utiles à sa vérifiabilité et en les liant à la section « Notes et références ».
Pour les articles homonymes, voir AMM.
AMM est un groupe britannique de musique improvisée fondé à Londres en 1965 par Keith Rowe, Lou Gare et Eddie Prévost. Rapidement le trio devient un ensemble où joueront notamment Cornelius Cardew, Lawrence Sheaff, Christopher Hobbs, Christian Wolff, Rohan de Saram, Ian Mitchell et John Tilbury. Les membres actuels sont Eddie Prévost et John Tilbury accompagnés parfois d'invités.

## Histoire
AMM se créé sous la forme de trio en 1965 avec Keith Rowe à la guitare, Lou Gare au saxophone ténor et Eddie Prévost à la batterie. Lou Gare et Keith Rowe se sont connus au sein du groupe de jazz de Mike Westbrook. Lou Gare jouait également dans un quintet de hard bop avec le batteur Eddie Prévost. À cette période des formations se créent et jouent à Londres afin d'expérimenter autour du free jazz. Les membres de AMM croisent alors la route de John Surman, Henry Lowther, Malcolm Hawley et Laurent Sheaff. Keith Rowe et Lou Gare quitte alors le groupe de Mike Westbrook pour se consacrer à AMM. Laurent Sheaff, bassiste au sein du même groupe les rejoint par la suite. Le développement de la musique de AMM se construit dans l'ignorance de ce qu'il peut se faire au même moment dans l'avant-garde du jazz à Londres avec le Spontaneous Music Ensemble (SME) au sein duquel on retrouve John Stevens, Trevor Watts, Paul Rutherford, Derek Bailey et Evan Parker. Ces nouvelles approches d'improvisation libre se rencontre alors parfois en concert, comme en 1966 au Little Theatre Club, Monmouth Street, à Londres.
En 1966, Cornelius Cardew invite AMM pour jouer sa partition graphique « Treatise » afin d'élargir le nombre de musiciens. Au même moment Cornelius Cardew commence à prendre part aux sessions d'AMM au Royal College of Art. Le line-up d'AMM reste constant quelque temps avec Cardew, Rowe, Gare, Sheaff et Prévost. En 1967, Laurent Sheaff quitte le groupe.
En 1968, le compositeur américain Christian Wolff rejoint le groupe. Également au cours de cette période Christopher Hobbs, percussionniste et compositeur, étudiant de Cardew à la Royal Academy of Music rejoint régulièrement AMM. John Tilbury participe occasionnellement lorsque Cornelius Cardew est absent. De 1970 à la fracture d'AMM en 1972, AMM est resté sous forme de quator avec Cardew, Gare, Prévost, Rowe. Vers 1975 Lou Gare et Eddie Prévost rejoigne le London Musicians Collective avec Evan Parker et Paul Lytton.
Dans le courant de 1976 des premiers rapprochement ont lieu en sessions privées avec Cardew, Rowe, Gare et Prévost. Infructueuses pour Lou Gare, il quitte le groupe et déménage. Par la suite Cornelius Cardew cesse d'avoir le temps ou l'envie de poursuivre le projet AMM. Keith Rowe et Eddie Prévost travaille alors en duo pendant un an ou deux, jusqu'à ce que, vers 1980 ou ils invitent John Tilbury à rejoindre AMM. Ce trio est resté le pilier d'AMM jusqu'en 2004 avec toujours des participations d'autres musiciens: le violoncelliste Rohan de Saram, le clarinettiste Ian Mitchell, Lou Gare qui revient également quelque temps (1989/90).
Depuis 2005 AMM fonctionne principalement avec le duo John Tilbury et Eddie Prévost.
Le 29 novembre 2015, AMM se produit en trio (Prévost, Tilbury, Rowe) à l'occasion du festival de musique contemporaine d'Huddersfield.